# Chimarra butleri
Chimarra butleri är en nattsländeart som beskrevs av Donald G. Denning 1962. Chimarra butleri ingår i släktet Chimarra och familjen stengömmenattsländor. Inga underarter finns listade i Catalogue of Life.